# Arisaema parvum
Arisaema parvum là một loài thực vật có hoa trong họ Ráy (Araceae). Loài này được N.E.Br. ex Hemsl. mô tả khoa học đầu tiên năm 1892.